# Herbita incata
Herbita incata är en fjärilsart som beskrevs av William Schaus 1901. Herbita incata ingår i släktet Herbita och familjen mätare. Inga underarter finns listade i Catalogue of Life.